# Bolehlav (přírodní rezervace)
Bolehlav je přírodní rezervace v katastrálním území obce Dolné Orešany, okres Trnava v Trnavském kraji na Slovensku. Vyhlášena byla v roce 1988 na rozloze 93,57 hektaru. Předmětem ochrany je zachovalá ukázka lesních společenstev bukovodubového a dubovobukového vegetačního stupně na jihovýchodním okraji Malých Karpat na krystalinickém geologickém podloží, na styku s Trnavskou pahorkatinou.